# Jacques Mathou
Jacques Mathou est un acteur français, né le 1er janvier 1953, diplômé de HEC Paris en 1968. Il est actuellement réalisateur de documentaire qu'il publie sur sa chaine Youtube.

## Filmographie sélective

### Cinéma
- 1975 : Peur sur la ville d'Henri Verneuil
- 1975 : Section spéciale de Costa-Gavras : M. Montillot [non crédité]
- 1976 : L'Aile ou la Cuisse de Claude Zidi
- 1979 : Coup de tête de Jean-Jacques Annaud : le client des toilettes [non crédité]
- 1979 : Tess de Roman Polanski : un moissonneur
- 1980 : Je vais craquer de François Leterrier
- 1984 : Le Garde du corps de François Leterrier : le gardien du parc animalier
- 1985 : Tranches de vie de François Leterrier
- 1985 : Rouge-gorge de Pierre Zucca : un siffleur
- 1985 : Partir, revenir de Claude Lelouch
- 1985 : Police de Maurice Pialat : Gauthier
- 1986 : 37°2 le matin de Jean-Jacques Beineix : Bob
- 1987 : Le Moustachu de Dominique Chaussois : Sully
- 1987 : L'Été en pente douce de Gérard Krawczyk : Jeannot
- 1987 : Si le soleil ne revenait pas de Claude Goretta
- 1988 : A Soldier's Tale de Larry Parr : Wolf
- 1988 : Poker de Catherine Corsini : Tonio
- 1989 : Après la guerre de Jean-Loup Hubert : Paul
- 1989 : Roselyne et les Lions de Jean-Jacques Beineix : Armani
- 1989 : Dédé de Jean-Louis Benoît : le prêtre
- 1990 : Le Mari de la coiffeuse de Patrice Leconte : Julien Gora
- 1991 : Delicatessen de Marc Caro et Jean-Pierre Jeunet : Roger Kube
- 1992 : Year of the Comet de Peter Yates : Dr Roget
- 1993 : Tango de Patrice Leconte : routier
- 1993 : Le Fils du requin de Agnès Merlet
- 1994 : Tombés du ciel de Philippe Lioret : policier
- 1994 : L'Exil du roi Behanzin de Guy Deslauriers
- 1994 : Le Mangeur de lune de Dai Sijie : le second chef douanier
- 1996 : Les Grands Ducs de Patrice Leconte : janvier
- 1996 : Un samedi sur la Terre de Diane Bertrand : le garagiste
- 1996 : Les Sœurs Soleil de Jeannot Szwarc
- 1996 : Ridicule de Patrice Leconte : Abbé de l'Epée
- 1998 : Les Couloirs du temps : Les Visiteurs 2 de Jean-Marie Poiré : le beau-père
- 1999 : Guns 1748 de Jake Scott : Comte français
- 2005 : La vie est à nous ! de Gérard Krawczyk : Monsieur Antoine
- 2006 : Mon meilleur ami de Patrice Leconte : le père de Bruno
- 2009 : La Guerre des miss de Patrice Leconte : le maire de Charmoussey
- 2011 : Voir la mer de Patrice Leconte : Jacky Novion
- 2012 : Le Magasin des suicides de Patrice Leconte : Monsieur Calmel, Monsieur Dead Two

### Télévision
- 1978 : 1788
- 1979 :  Désiré Lafarge  épisode : Désiré Lafarge et le Hollandais de Jean Pignol
- 1979 : Le Destin personnel
- 1981 : Le Cheval-vapeur
- 1981 : Le Voleur d'enfants
- 1982 : Bonnes gens
- 1984 : L'Héritage
- 1984 : La Dictée
- 1989 : Paris mirage
- 1990 : Les Cinq Dernières Minutes de Bernard Choquet, épisode : Saute qui peut
- 1990 : Navarro (1 épisode)
- 1990 : Imogène (2 épisodes)
- 1990 : Chinoiserie (Intrigues) d'Emmanuel Fonlladosa
- 1993 : Clovis
- 1993 : Julie Lescaut (1 épisode)
- 1994 : Passé sous silence
- 1994 : L'évanouie
- 1994 : La Récréation
- 1995 : François Kléber (1 épisode)
- 1995 : Charlotte dite 'Charlie'
- 1995 : Le Garçon sur la colline
- 1996 : L'Île aux secrets
- 1998 : Un homme en colère (1 épisode)
- 1998 : Groupe nuit (2 épisodes)
- 1999 : Du jour au lendemain de Bruno Herbulot
- 2000 : La Dette de Fabrice Cazeneuve
- 2000 : La Pierre à marier de Chantal Picault
- 2001 : Double emploi de Bruno Carrière
- 2001 : Dans la gueule du loup de Didier Grousset
- 2002 : Madame le Proviseur (3 épisodes)
- 2002 : La Liberté de Marie de Caroline Huppert
- 2002 : Louis Page (1 épisode)
- 2002 : Navarro (Série TV saison 14 - épisode 5) : Délocalisation (Rémy Pichon) - réalisation : Patrick Jamain
- 2003 : Quai n°1 (1 épisode)
- 2003 : Domisiladoré (série)
- 2004 : Volpone de Frédéric Auburtin
- 2004 : Diane, femme flic (1 épisode)
- 2004 : Maigret (1 épisode)
- 2004 : Les Eaux troubles, téléfilm de Luc Béraud : Dr Verdier
- 2007 : Reporters (2 épisodes)
- 2008 : La Volière aux enfants d'Olivier Guignard

## Théâtre
- 1970 Les Incantations  de Jacques Guimet, Festival d'Avignon IN, mise en scène Jacques Guimet
- 1973 Les Comptoirs de la baie d'Hudson de Jacques Guimet rôle du Gouvernail mise en scène de Jacques Guimet;théâtre Sylvia Monfort
- 1992 : Sourire des mondes souterrains de Lars Norén, mise en scène  Robert Cantarella, théâtre de la Colline
- 1994 : La serveuse quitte à quatre heures de Michel Simonot, mise en scène Michel Dubois, théâtre du Rond-Point, Comédie de Caen, Maison de la Culture de Bourges
- Ornifle de Jean Anouilh, mise en scène Patrice Leconte
- Titus Andronicus de Shakespeare, mise en scène Jacques Guimet
- Une nuit à l'Elysée de Jean-Louis Benoît
- Le sang chaud de la Terre de Christophe Huysman, mise en scène Robert Cantarella
- Le soleil des eaux de René Char, mise en scène Jacques Guimet
- Le bourgeois gentilhomme de Molière, mise en scène Jacques Livchine
- Coriolan de Shakespeare, mise en scène Bernard Sobel
- Le balcon de Jean Genet, mise en scène Laurent Gutmann
- La perle de la Canebière d'Eugène Labiche, mise en scène Pierre Ascaride